# アール・スクラッグス
アール・スクラッグス（Earl Scruggs、1924年1月6日 - 2012年5月28日）は、アメリカ合衆国のミュージシャン。バンジョーにおけるスリーフィンガー・ピッキング奏法（スクラッグス・スタイル）の確立と普及で知られる。この奏法はブルーグラスの特徴を決定づけた。
彼以前にもスリーフィンガー・ピッキングを用いるミュージシャンは存在したが、スクラッグスはビル・モンローから彼のバンド、ブルーグラス・ボーイズに誘われてバンドで演奏している間に、スリーフィンガー・ピッキング奏法をさらに進化させていった。後に、ネットワーク・テレビジョンの人気番組『じゃじゃ馬億万長者』のテーマになった曲「The Ballad of Jed Clampett」の演奏を通して、彼の奏法は主流となっていった。

## 生い立ち
スクラッグスはノースカロライナ州クリーブランド郡フリント・ヒル・コミュニティで生まれ育った。農家で簿記係だった父親のジョージ・エラム・スクラッグスと、母のジョージア・ルーラ・ルッペに育てられた。ジョージはバンジョーを弾いていたが、スクラッグスが4歳の時に他界した。彼の兄のジュニーとホレス、姉のユラ・メイとルビーは、皆バンジョーとピアノの演奏をしていた。また、母はオルガンの演奏を行っていた。

## キャリア
スクラッグスは1945年にビル・モンローのブルーグラス・ボーイズに加入。スクラッグスのアクセントの効いたスリーフィンガー・ピッキング奏法は、またたく間に人気を博す。1948年、スクラッグスは、ギター弾きのレスター・フラットと共に、ブルーグラス・ボーイズを脱退し、フォギー・マウンテン・ボーイズを結成。後にこのバンドは「フラット&スクラッグス」として知られるようになる。1950年代には、フラットとスクラッグスはグランド・オール・オプリのメンバーとなる。1969年にフォギー・マウンテン・ボーイズが解散したのち、スクラッグスは3人の息子たちと一緒に、新しいバンド「アール・スクラッグス・レビュー」を結成。
1962年9月24日、歌手のジェリー・スコッギンズ、レスター・フラットとともに、テレビ番組『じゃじゃ馬億万長者』のために、「The Ballad of Jed Clampett」をレコーディングし、1962年8月12日にリリース。このテーマソングは、またたくまにカントリー・ミュージックとしてヒットを飛ばし、毎話の始まりと終わりに演奏された。フラット&スクラッグスは、主人公クランペットの友達として、いくつかのエピソードに出演。初登場(シーズン1 第20話)では、番組の中でフラット&スクラッグスの役を演じ、自身の曲「Pearl, Pearl, Pearl」を演奏し歌った。
1969年11月15日、スクラッグスは、ワシントンで行われた「ベトナム戦争を終わらせるモラトリアム」におけるオープニング・ステージで、グラミー賞を受賞した自身の曲「Foggy Mountain Breakdown」を演奏。これによりスクラッグスは、反戦運動を支援した数少ないブルーグラス、カントリー・ウェスタンのアーティストとなった。演奏のあとのインタビューでスクラッグスはこう語った。
「南部の人間ってのは、ただの通りを歩いてる人って考えられているんじゃないか、と最近は思っている。俺は、俺たちの息子たちが家に帰ってくることを心から願っている。息子たちを失うことには、もう嫌気がさしているし、失ったことを悲しんでいる。もし戦争を続ける正当な理由があるのなら、俺が今日ここに立っていることはなかったはずだ」
1973年1月、マンハッタンでスクラッグスはトリビュート・コンサートを行った。コンサートには、ジョーン・バエズ、デヴィッド・ブロムバーグ、バーズ、ランブリン・ジャック・エリオット、ニッティー・グリッティー・ダート・バンド、ドク・ワトソンが出演した。コンサートは映像化され、1975年にドキュメンタリー映画『Banjoman』としてリリースされた。

## 受賞
フラット&スクラッグスは「Foggy Mountain Breakdown」で1969年にグラミー賞を受賞。1985年にはカントリー・ミュージック殿堂博物館に登録される。1989年、スクラッグスはナショナル・ヘリテージ・フェローシップを受賞。1991年には 国際ブルーグラス・ミュージックの殿堂の新会員となる。1992年、国民芸術勲章を受勲。1994年、ランディ・スクラッグス、ドク・ワトソンと共に「Keep on the Sunny Side」を演奏し、AIDSのためのRed Hot Organizationによるチャリティー・アルバム『Red Hot + Country』に収録。2002年、スクラッグスは2001年にレコーディングした「Foggy Mountain Breakdown」で2度目のグラミー賞を受賞。この曲では、セカンド・バンジョー・ソロをスティーヴ・マーティンが、エレキギターをヴィンス・ギルとアルバート・リーが、ピアノをポール・シェイファーが、オルガンをレオン・ラッセルが、マンドリンをマーティ・スチュアートが演奏した。アルバム『Earl Scruggs and Friends』では、ジョン・フォガティ、エルトン・ジョン、スティング、ジョニー・キャッシュ、ドン・ヘンリー、ドワイト・ヨアカム、ビリー・ボブ・ソーントンといったアーティストが参加した。このアルバムにはジョニー・キャッシュとランディ・スクラッグスによって書かれた「Passin' Thru」が「It's a mighty world we live in but the truth is we're only passin' thru」の句とともに収録されている。
2003年2月13日、スクラッグスはハリウッド・ウォーク・オブ・フェームでスターを受け取る。同年、彼とフラットは、カントリー・ミュージック・テレビジョンによる「最も素晴らしいカントリー・ミュージシャン40」の24位となる。
80歳になっても活発にツアーを行い、2004年にはトロント、オンタリオ、ブルースフェスなどで演奏。
2005年5月15日、スクラッグスはバークリー音楽大学から、名誉教授の称号を受け取る。
2006年9月13日、スクラッグスはアトランタのターナー・フィールドで、アトランタ・ブレーブスのホームゲームのプレゲームショーで表彰される。機構は、バンジョー奏者のほとんど全員が演奏する曲に「Foggy Mountain Breakdown」を認定。2008年2月10日、スクラッグスは、50周年のグラミー賞で、ライフタイム・アチーブ・アワードを受賞。
2009年には、ノースカロライナ音楽の殿堂に登録される。

## 私生活
スクラッグスの妻はルイーズで、彼のマネージャーも務めていた。2006年2月2日、78歳の時にナッシュビルのバップティスト病院で、長い闘病のすえに他界。
スクラッグスの息子は、ランディ・スクラッグス、ゲイリー・スクラッグス、スティーヴ・スクラッグスである。

## 死と葬儀
スクラッグスは老衰により、2012年3月28日にナッシュビル病院で他界。彼の葬儀は、2012年4月1日の日曜にグランド・オール・オプリの向かいのライマン公会堂で開かれた。彼はプライベート・サービスによってスプリングヒル墓地に埋葬された。

## レガシー
2004年、スクラッグスの80歳の誕生日に、カントリー・シンガーのポーター・ワゴナーは、「アールにとっての5弦バンジョーは、ベーブ・ルースにとっての野球みたいなもんさ。彼にとってはそこが最高の場所なんだ」と語り、「これからもきっとそうに違いないさ」と続けた。

## アール・スクラッグス・センター

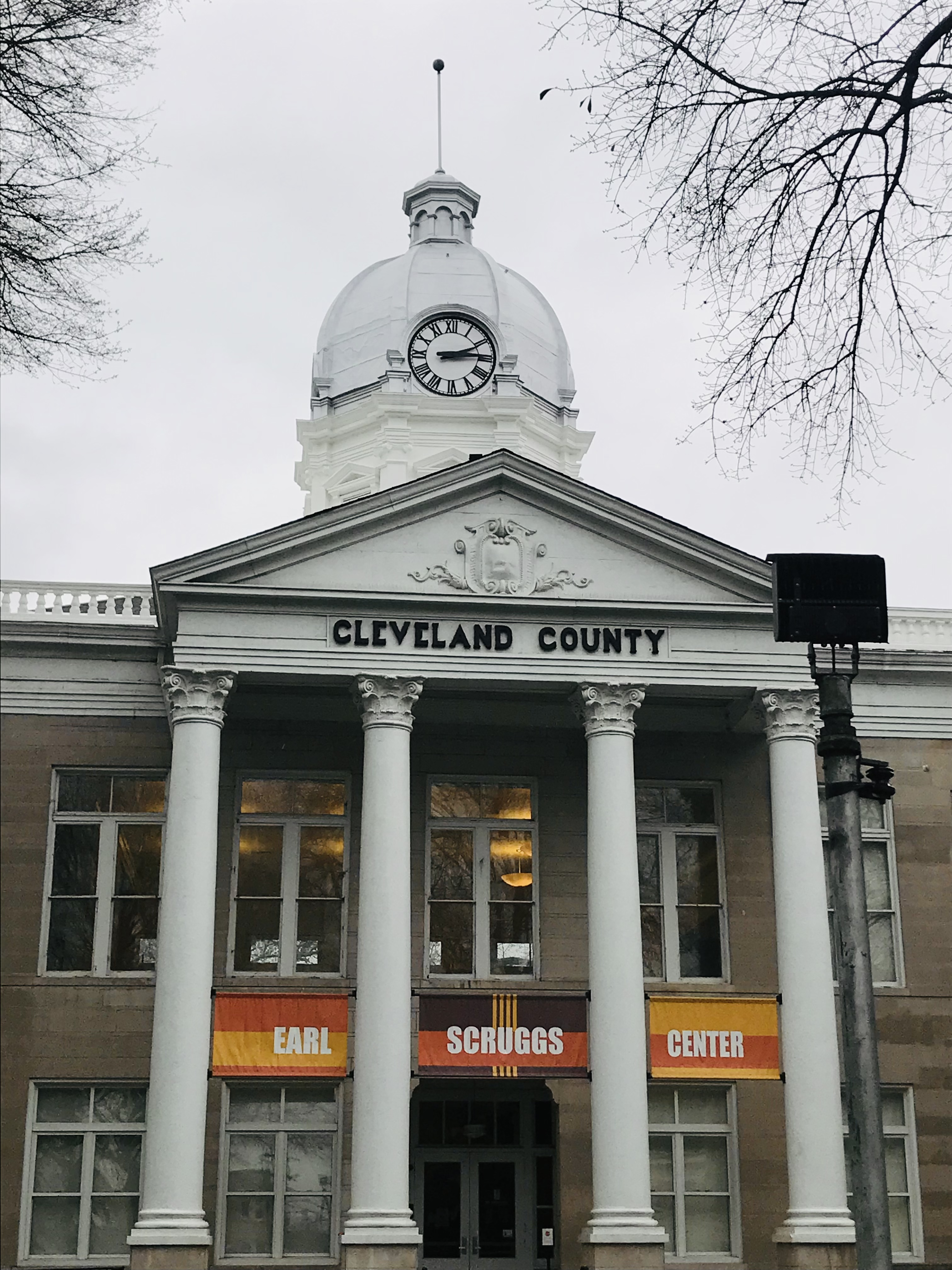
アール・スクラッグス・センター

アール・スクラッグス・センターは、2014年1月11日にノースカロライナ州シェルビーにある郡裁判所のコート広場にオープンした。スクラッグス・センターは、アメリカ南部の歴史的かつ文化的遺産が展示されており、地域の音楽を伝える存在であったアール・スクラッグスの貢献を世に知らしめるものである。地域的、文化的、経済的発展の礎石となることを見据え、センターは来訪者、学生、地域住民への文化的貢献を行っている。

## ディスコグラフィ

### アルバム
- Foggy Mountain Jamboree (1957年)
- 『カントリー・ミュージック』 - Country Music (1958年)
- Lester Flatt and Earl Scruggs with the Foggy Mountain Boys (1959年)
- Foggy Mountain Banjo (1961年)
- I Saw the Light with Some Help from My Friends (1963年)
- The Ballad of Jed Clampett (1963年)
- Flatt and Scruggs at Carnegie Hall (1963年)
- Flatt and Scruggs Live at Vanderbilt University (1964年)
- The Fabulous Sound of Lester Flatt and Earl Scruggs (1964年)
- Town and Country (1965年)
- Flatt and Scruggs Greatest Hits (1966年)
- Strictly Instrumental (with Lester Flatt and Doc Watson) (1967年)
- 5 String Banjo Instruction Album (1967年)
- The Story of Bonnie and Clyde (with Lester Flatt and the Foggy Mountain Boys) (1968年)
- Changin' Times (1969年)
- Nashville Airplane (1970年)
- 20 All-Time Great Recordings (1970年)
- I Saw the Light with Some Help from My Friends (1972年)
- 『ヒズ・ファミリー＆フレンズ』 - Earl Scruggs: His Family and Friends (1972年) ※旧邦題『ロック&カントリー・スーパー・セッション』
- 『ライヴ・アット・カンサス・ステイト』 - Live at Kansas State (1972年)
- 『ロッキン・クロス・ザ・カントリー』 - Rockin' 'Cross the Country (1973年)
- 『デュエリング・バンジョーズ』 - Dueling Banjos (1973年)
- 『アール・スクラッグス・レビュー』 - The Earl Scruggs Revue (1973年)
- 『アニヴァーサリー・スペシャル Vol.1』 - Anniversary Special (1975年)
- 『アニヴァーサリー・スペシャル Vol.2』 - The Earl Scruggs Revue Volume II (1976年)
- 『ファミリー・ポートレイト』 - Family Portrait (1976年)
- 『ライヴ! フロム・オースティン・シティー・リミッツ』 - Live from Austin City Limits (1977年)
- Strike Anywhere (1977年)
- Bold & New (1978年)
- Today & Forever (1979年)
- Storyteller and the Banjo Man (with Tom T. Hall) (1982年)
- Flatt & Scruggs (1982年)
- Top of the World (1983年)
- The Mercury Sessions 1 (1984年)
- The Mercury Sessions 2 (1984年)
- Superjammin' (1984年)
- The Golden Hits (1987年)
- The Complete Mercury Sessions (1992年)
- 『フラット&スクラッグスのすべて』 - The Essential Flatt & Scruggs: 'Tis Sweet To Be Remembered... (1997年)
- Artist's Choice: The Best Tracks (1970–1980) (1998年)
- Earl Scruggs and Friends (2001年)
- Classic Bluegrass Live: 1959–1966 (2002年)
- Three Pickers (with Doc Watson and Ricky Skaggs) (2003年)
- The Essential Earl Scruggs (2004年)
- Live with Donnie Allen and Friends (2005年)
- Lifetimes: Lewis, Scruggs, and Long (2007年)

## 映像作品
- Earl Scruggs - His Family and Friends (2005年)
(1969年録音。ボブ・ディラン、ザ・バーズ、ビル・モンロー、ジョーン・バエズほか参加)
- Private Sessions (2005年)
- 『ブルーグラス・レジェンド』 - The Bluegrass Legend (2006年)

アール・スクラッグス、ドク・ワトソン、リッキー・スキャッグス
- The Three Pickers (2003年)

フラット・アンド・スクラッグス
- The Best of Flatt and Scruggs TV Show Vol 1 (2007年)
- The Best of Flatt and Scruggs TV Show Vol 2 (2007年)
- The Best of Flatt and Scruggs TV Show Vol 3 (2007年)
- The Best of Flatt and Scruggs TV Show Vol 4 (2007年)
- The Best of Flatt and Scruggs TV Show Vol 5 (2008年)
- The Best of Flatt and Scruggs TV Show Vol 6 (2008年)
- The Best of Flatt and Scruggs TV Show Vol 7 (2009年)
- The Best of Flatt and Scruggs TV Show Vol 8 (2009年)
- The Best of Flatt and Scruggs TV Show Vol 9 (2010年)
- The Best of Flatt and Scruggs TV Show Vol 10 (2010年)